# Jarred Ogungbemi-Jackson
Jarred Abiona Ogungbemi-Jackson (Winnipeg, 11 agosto 1991) è un cestista canadese con cittadinanza giamaicana.

## Palmarès
- Campionato danese: 1

Bakken Bears: 2021-2022